# Чемич Микола Дмитрович
Чемич Микола Дмитрович (нар.16 липня 1957, с. Демківці, Чемеровецького району, Хмельницької області)  — український науковець, лікар-інфекціоніст вищої категорії, доктор медичних наук, професор, завідувач  [Архівовано 15 вересня 2012 у Wayback Machine.] кафедри інфекційних хвороб з епідеміологією Сумського державного університету МОН України.

## Біографія
Чемич Микола Дмитрович народився 16 липня 1957 року в селі Демківці Чемеровецького району Хмельницької області.
У 1972—1976 роках навчався у Кам'янець-Подільському медичному училищі, після чого вступив до Тернопільського державного медичного інституту, який закінчив 1984 року
У 1984—1986 роках — клінічна ординатура при кафедрі інфекційних хвороб ТДМІ.
У 1986—1989 роках — аспірантура при кафедрі інфекційних хвороб ТДМІ.
1989—1994 роки — асистент кафедри інфекційних хвороб ТДМІ.
1994—2002 роки — доцент кафедри інфекційних хвороб Сумського ДУ.
У 1995—2008 роках — заступник директора з лікувальної роботи та післядипломної освіти навчально-наукового медичного інституту Сумського ДУ [Архівовано 6 лютого 2022 у Wayback Machine.].
З 2002 року — завідувач кафедри інфекційних хвороб з епідеміологією СумДУ [Архівовано 6 лютого 2022 у Wayback Machine.] . Член Вченої ради Сумського ДУ.

## Суспільна діяльність
Микола Дмитрович з 2003 р. — голова Сумського обласного науково-медичного товариства інфекціоністів, з 2010 р. — голова Громадської організації «Асоціація інфекціоністів Сумщини». Заступник президента Громадської організації «Всеукраїнська асоціація інфекціоністів» (2010-2021 рр), член правління з 2022 р. Член Європейського товариства з хіміотерапії інфекційних хвороб (1996), Євро-Азійського товариства з інфекційних хвороб (2010), Колегії при УОЗ Сумської облдержадміністрації (2010). Працює у редакційних радах наукових видань “Східноукраїнський медичний журнал” [Архівовано 15 травня 2021 у Wayback Machine.] ,  м. Суми; «Інфекційні хвороби», м. Тернопіль.

## Професійна діяльність
Микола Дмитрович лікар-інфекціоніст вища категорія|вищої категорії брав участь у локалізації епідемічних спалахів дифтерії (понад 600 хворих), шигельозів (м. Шостка — 1000 осіб, Лебедин — 200, Охтирка — 100), ентеровірусної інфекції (130 осіб), мікоплазмозу (250 осіб), пандемічного грипу (понад 1000 осіб), як в Україні, так і за її межами (Таджикистан, 1988 р.). Був ініціатором та безпосередньо розробляв, а зараз продовжує впроваджувати обласну програму «Антигепатит». Постійно організовує обласні та Всеукраїнські науково-практичні конференції, присвячені проблемам інфектології.
У 1990 році захистив кандидатську дисертацію «Клініко-патогенетична оцінка і корекція порушень кровотоку слизової оболонки шлунка та його функцій при харчових токсикоінфекціях» під керівництвом М. А. Андрейчина.
У 2006 році захистив докторську дисертацію «Клініко-епідеміологічні та патогенетичні особливості шигельозу, оптимізація лікувальних заходів» за консультативною допомогою М. Андрейчина.
Вчені звання:
- доцент (26.02.1998 р.)
- професор (21.06.2007 р.)

Чемич М. Д. за роки наукової діяльності опублікував понад 490 праць і статей, отримав 9 патентів і авторських свідоцтва.
Основний напрямок наукової роботи — "Клініко-епідеміологічні особливості перебігу вірусних, бактеріальних та паразитарних інфекцій у залежності від імунологічних, генетичних та метаболічних факторів, оптимізація діагностично-лікувальних заходів". [Архівовано 6 лютого 2022 у Wayback Machine.]
М. Д. Чемич брав участь у низці міжнародних клінічних випробуваннях:
- за протоколом BCX1812-301. «Багатоцентрове, рандомізоване, подвійне сліпе, контрольоване дослідження фази 3 для оцінки ефективності та безпечності перамівіру у дорослих людей з грипом у тяжкій формі»;
- за протоколом TMC125-TiDP02-IFD3002. «Відкрите дослідження для оцінки безпечності, переносимості та фармакокінетики застосування препарату етравірин у комбінації з іншими антиретровірусними препаратами у пацієнтів, інфікованих ВІЛ-1, які отримували антиретровірусне лікування».

Основні наукові праці: SumDU Repository  [Архівовано 6 лютого 2022 у Wayback Machine.]

## Нагороди
- Грамота Асоціації інфекціоністів України (1998, 2003, 2006 роки)
- Пам'ятна медаль Асоціації інфекціоністів України Агапіта Печерського «За внесок у боротьбу з інфекційними хворобами» (2010 рік)
- Грамота МОЗ України (2003, 2007)
- Грамота МОНМС України (2010, 2011)
- Срібна медаль ВДНГ (1989)
- Подяки Сумської облдержадміністрації (1997, 2000, 2008, 2010 роки).